# Michael Schlitt (Stiftungsmanager)
Michael Schlitt (* 1958 in Montabaur) ist Vorstandsvorsitzender der Oberlausitz-Stiftung.

## Leben
Michael Schlitt studierte Politikwissenschaft, Katholische Theologie und Philosophie an der Johannes-Gutenberg-Universität Mainz. Nach seinem Examen war er dort von 1984 bis 1989 wissenschaftlicher Mitarbeiter. 1989 folgte an gleicher Stelle die Promotion. 1990 bis 1995 war Michael Schlitt Akademiedozent und Leiter des Fachbereichs Wirtschaft-Ethik-Umwelt an der Katholischen Akademie Kardinal-von-Galen in Cloppenburg. 1992 bis 1996 leitete er das Umweltzentrum Oldenburger Münsterland. Von 1996 bis 2024 war Michael Schlitt Stiftungsdirektor und Vorstand der Stiftung Internationales Begegnungszentrum St. Marienthal, von 1998 bis 2023 Geschäftsführer der IBZ St. Marienthal Betriebs-GmbH und von 2010 bis 2024 Geschäftsführer der IBZ St. Marienthal Projekt-GmbH.
2006 errichtete Michael Schlitt zusammen mit seiner Frau die Oberlausitz-Stiftung. Michael Schlitt lebt in Görlitz.

## Auszeichnungen und Ehrungen
- 2023: Verdienstorden der Bundesrepublik Deutschland[2]
- 2024: Ehrenzeichen in Gold des Deutschen Caritas-Verbandes[3]
- 2024: Oberdieck-Preis,[4] zusammen mit Ehefrau Bettina Schlitt

## Ehrenämter
- Vorstandsvorsitzender der Oberlausitz-Stiftung
- Mitglied des Förderkomitees der Sächsischen Landesstiftung Natur und Umwelt[5]

## Schriften (Auswahl)
- Umweltethik. Philosophisch-ethische Reflexionen – Theologische Grundlagen – Kriterien, Paderborn 1992, ISBN 3-506-77897-8
- Umweltethik und Erwachsenenbildung, Cloppenburg 1994, ISBN 3-930798-06-9
- Den Traum von neuen Wegen in die Zukunft tragen: Straßenverkehr aus der Sicht christlicher Ethik, Cloppenburg 1994, ISBN 3-930798-03-4
- Umweltschutzprobleme in der Landwirtschaft. Ein Beitrag zum besseren Verständnis zwischen Landwirten und Verbrauchern (Reihe: „Darüber reden“ der Katholischen Landvolkbewegung Deutschlands, Heft 1), Rhöndorf 1997
- mit Andreas Borchers, Clemens Geißler und Hubert Stuntebeck: Europazentrum der Familien und Generationen. Gemeinsame Zukunft durch Dialog und Zusammenarbeit, Ostritz 2004
- Sachsens historische Obstsorten. Geschichte – Sortenbeschreibungen – Erhalt, Görlitz 2019, ISBN 978-3-944560-61-8
- mit Jan Bade und Jens Meyer: Sachsens historische Apfelsorten. Beschreibungen – Abbildungen – Erhalt, Görlitz 2021, ISBN 978-3-944560-76-2
- mit Stefan Schliebner und Peter Decker: Streuobstwiesen im Klimawandel. Ein Leitfaden, Ostritz 2023, ISBN 978-3-933057-01-3
- mit Peter Decker und anderen: Die Tier-, Pflanzen- und Pilzarten einer jungen Streuobstwiese im Landkreis Görlitz (Sachsen), Görlitz 2024, ISBN 978-3-933057-05-1

## Herausgeber
- mit Bernd Rebe: Umweltverträgliches Wirtschaften. Wettbewerbsvorteile, Marktchancen, Wohlstandssicherung, Hildesheim 1993, ISBN 3-487-09753-2
- St. Marienthal: Aufbruch in die Zukunft, Ostritz 2001, ISBN 3-933057-04-3
- Neue Chancen der Generationen. Handlungsempfehlungen für die Altenhilfe und die Bewältigung des demographischen Wandels im Landkreis Löbau-Zittau, Ostritz 2007
- Mit Energie zu Lebensqualität. Analyse der energetischen Ausgangssituation im Landkreis Görlitz, Ostritz 2008
- Die Zisterzienserinnenabtei Klosterstift St. Marienthal. Geschichte – Kultur – Impulse, Görlitz 2021, ISBN 978-3-944560-83-0
- Obstbäume, Frost und Klimawandel. Erfahrungen aus der Praxis – Strategien für die Zukunft, Görlitz 2025, ISBN 978-3-9826714-0-6

## Aufsätze
- Wahrheit oder Mehrheit? Einige Überlegungen zum Mehrheitsprinzip im Bereich der Wissenschafts- und Technologie-Politik, in: Nutzen und Wahrheit. Triebkräfte der Wissenschaftsentwicklung und Grundorientierungen einer verantwortbaren Wissenschaftspolitik, hg. von Bernd Rebe, Hildesheim 1991, S. 111–129
- Überlegungen zur Energiegewinnung aus ethischer Sicht, in: Renovatio. Zeitschrift für das interdisziplinäre Gespräch, 48 (1992), H. 2, S. 85–100
- Wirtschaft und Umweltschutz aus ethischer Sicht, in: Stimmen der Zeit 117 (1992), H. 12, S. 806–818
- Umweltverträgliches Wirtschaften aus ethischer Sicht, in: Rebe, Bernd/Schlitt, Michael (Hg.), Umweltverträgliches Wirtschaften. Wettbewerbsvorteile, Marktsicherung, Wohlstandssicherung, Hildesheim 1993, S. 207–232
- Landwirtschaft und Umweltschutz aus ethischer Sicht, in: Aktuelle Probleme der Landwirtschaft aus christlicher Sicht. Landvolktag des Bistums Hildesheim am 6. Februar 1993 in Hildesheim, Hildesheim 1993, S. 8–27
- Gentechnologie in der Pflanzenzüchtung. Ein Diskussionsbeitrag aus ethischer Sicht, in: Leben auf dem Land – gibt es einen Weg in die Zukunft? Landvolktag des Bistums Hildesheim am 29. Januar 1994, Hildesheim 1994, S. 25–76
- Umweltethische Ansatzpunkte und Erfahrungen in der Erwachsenenbildung, in: Vesper, S. (Hg.), Umweltbildung und Umweltethik, Bad Honnef 1995, S. 43–93
- Forstwirtschaft und Umweltschutz aus ethischer Sicht, in: Forst und Holz 50 (1995), S. 342–346
- Das Umweltzentrum Oldenburger Münsterland, in: Jahrbuch für das Oldenburger Münsterland 1995, hg. vom Heimatbund für das Oldenburger Münsterland, Vechta 1995, S. 279–285
- Gentechnologie in der Landwirtschaft. Ein Diskussionsbeitrag aus der Sicht christlicher Ethik, in: Sill, B. (Hg.), Bio- und Gentechnologie in der Tierzucht. Ethische Grund- und Grenzfragen im interdisziplinären Dialog, Stuttgart 1996, S. 95–133
- Grenzüberschreitende Zusammenarbeit in der Altenarbeit und Altenhilfe, in: Diakonie – stark für andere, hg. von Ulrich Hutter-Wolandt, Düsseldorf-Görlitz 1998, S. 101–103
- Junge Menschen pflanzen junge Wälder. Ein Projekt zur grenzüberschreitenden Umweltbildung zum Ausgleich von Umweltschäden im Dreiländereck, in: Zukunftsinvestition Wald. Walderhaltung und Waldvermehrung in den neuen Ländern – Beispiele, die Hoffnung geben, hg. von der Stiftung Wald in Not Mainz-Bonn 2000, S. 77–79
- Zehn Leitsätze für ein erfolgreiches, ehrenamtliches Engagement von SeniorInnen für die Umwelt, in: Die Zukunft der Zusammenarbeit zwischen den Generationen, hg. von Gisela Freese/Claudia Olejniczak/Petra Steinberg-Peter (Reihe: Loccumer Protokolle 60/00, hg. von der Evangelischen Akademie Loccum), Rehburg-Loccum 2001, S. 75–76
- Klöster als Impulsgeber für eine nachhaltige Entwicklung, in: Cisterzienser Chronik 109 (2002), Heft 1, S. 61–75
- Das Geld folgt den Ideen. Interview, in: Universitas. Orientierung in der Wissenschaft, 62 (2007), S. 1275–1282 PDF
- Die Apfelernte braucht kein Millionenvermögen, in: Die Stiftung, 2012, Heft 1, S. 28–29
- Erneuerbare Energien und Regionalentwicklung. Nachhaltige Nutzung von Energiepflanzen für eine regionale Entwicklung, in: Ökologisches Wirtschaften 2014, Heft 2, S. 42–46
- Streuobstwiesen und Klimaresilienz, in: Pomologen-Verein e.V., Jahresheft 2023, S. 214–226[6]
- Der wahre Wert einer Streuobstwiese. Ökosystemleistungen – Monetäre Erträge – Aktionsprogramm, in: Naturkapital Streuobstwiese. Ökosystemleistungen – Monetarisierung – Folgerungen, Ostritz 2024, ISBN 978-3-933057-04-4
- Sammlung historischer Haselnuss-Sorten in Ostritz, in: Pomologen-Verein e.V., Jahresheft 2024, S. 34–53[7]